# Park Narodowy Gwaii Haanas
Park Narodowy Gwaii Haanas (ang. Gwaii Haanas National Park Reserve and Haida Heritage Site, fr. Réserve de parc national et site du patrimoine haïda Gwaii Haanas) – połączenie parku narodowego i obiektu dziedzictwa Haida, położone w zachodniej części Kolumbii Brytyjskiej w Kanadzie. Park utworzono w 1988 r. na powierzchni 1,495 km².
W 1981 r. leżąca w południowej części parku SGaang Gwaii (Wyspa Anthony'ego), z pozostałościami SGang Gwaay Llnagaay (wioski Indian Haida, zwanej też Ninstints), została wpisana na listę światowego dziedzictwa UNESCO. W ruinach wioski znajdują się m.in. stare totemz i pozostałości długich domów charakterystyczne dla tradycyjnego budownictwa i kultury ludów tubylczych z Północno-Zachodniego Wybrzeża.